# Washington Redskins 1947
La stagione 1947 dei Washington Redskins è stata la 16ª della franchigia nella National Football League e la decima a Washington. Sotto la direzione del capo-allenatore Turk Edwards la squadra ebbe un record di 4-8, terminando quarta nella NFL Eastern e mancando i playoff per il secondo anno consecutivo.

## Calendario
| Stagione regolare |                    |                        |                    |                    |                           |                    |                    |
| Turno             | Data               | Avversario             | Risultato          | Record             | Stadio                    | Pubblico           | Sintesi            |
| 1                 | Settimana di pausa | Settimana di pausa     | Settimana di pausa | Settimana di pausa | Settimana di pausa        | Settimana di pausa | Settimana di pausa |
| 2                 | 28 settembre       | at Philadelphia Eagles | S 42–45            | 0–1                | Shibe Park                | 35,406             | Recap              |
| 3                 | 2 ottobre          | Pittsburgh Steelers    | V 27–26            | 1–1                | Forbes Field              | 36,585             | Recap              |
| 4                 | 12 ottobre         | New York Giants        | V 28–20            | 2–1                | Griffith Stadium          | 36,533             | Recap              |
| 5                 | 19 ottobre         | at Green Bay Packers   | S 10–27            | 2–2                | Wisconsin State Fair Park | 28,572             | Recap              |
| 6                 | 26 ottobre         | Chicago Bears          | S 20–56            | 2–3                | Griffith Park             | 36,591             | Recap              |
| 7                 | 2 novembre         | Philadelphia Eagles    | S 14–38            | 2–4                | Griffith Park             | 36,591             | Recap              |
| 8                 | 9 novembre         | at Pittsburgh Steelers | S 14–21            | 2–5                | Forbes Field              | 36,257             | Recap              |
| 9                 | 16 novembre        | at Detroit Lions       | S 21–38            | 2–6                | Briggs Stadium            | 17,003             | Recap              |
| 10                | 23 novembre        | Chicago Cardinals      | V 45–21            | 3–6                | Griffith Stadium          | 35,362             | Recap              |
| 11                | 30 novembre        | at Boston Yanks        | S 24–27            | 3–7                | Fenway Park               | 24,800             | Recap              |
| 12                | 7 dicembre         | at New York Giants     | S 10–35            | 3–8                | Polo Grounds              | 25,594             | Recap              |
| 13                | 14 dicembre        | Boston Yanks           | V 40–13            | 4–8                | Griffith Stadium          | 33,226             | Recap              |

Nota: gli avversari della propria division sono in grassetto.

## Classifiche
| NFL Eastern         |   |   |   |      |       |     |     |     |
|                     | V | S | P | %    | DIV   | PF  | PS  | STR |
| Philadelphia Eagles | 8 | 4 | 0 | .667 | 6–2   | 308 | 242 | V1  |
| Pittsburgh Steelers | 8 | 4 | 0 | .667 | 6–2   | 240 | 259 | V1  |
| Boston Yanks        | 4 | 7 | 1 | .364 | 3–4–1 | 168 | 256 | S2  |
| Washington Redskins | 4 | 8 | 0 | .333 | 3–5   | 295 | 367 | V1  |
| New York Giants     | 2 | 8 | 2 | .200 | 1–6–1 | 190 | 309 | S1  |

Note: I pareggi non venivano conteggiati ai fini della classifica fino al 1972.